# Ronnie Taylor
Ronald „Ronnie“ Taylor (* 27. Oktober 1924 in Hampstead, London; † 3. August 2018 in Ibiza) war ein britischer Kameramann.

## Leben
Taylor begann 1941 mit 16 Jahren, in den Filmstudios der Gainsborough Pictures in Islington zu arbeiten. Bis zur Schließung von Gainsborough im Jahr 1951 war er dort im Camera Department tätig, zunächst als Assistent des Kameraassistenten, dann als Kameraassistent und schließlich seit 1949 als Camera Operator. Diese Tätigkeit übte er bis Ende der 1970er Jahre aus. In den 1950ern war er Operator für Kameramänner wie Harry Waxman und Wilkie Cooper, ab 1957 dann für Freddie Francis. Gemeinsam mit Francis war er für die visuelle Seite wichtiger Filme der British New Wave verantwortlich, so für Jack Claytons Der Weg nach oben (1959) und Schloß des Schreckens (1961) und für Karel Reisz’ Samstagnacht bis Sonntagmorgen (1960). Nachdem sich Freddie Francis ins Regiefach verabschiedet hatte, arbeitete Taylor in den 1960ern und 1970ern als Operator für britische Kameramänner wie Geoffrey Unsworth, Gerry Turpin, Arthur Ibbetson, Douglas Slocombe, David Watkin, Dick Bush, John Alcott, Gilbert Taylor, Robert Paynter und John Coquillon.
Als Director of Photography arbeitete Taylor erstmals 1975 bei Ken Russells Musikfilm Tommy, nachdem der ursprüngliche Kameramann Dick Bush das Projekt während der Dreharbeiten verlassen hatte. Für Regisseur Richard Attenborough, mit dem er bereits bei dessen ersten beiden Filmen als Operator für Gerry Turpin gearbeitet hatte, ersetzte er bei Gandhi (1982) den verletzungsbedingt ausgefallenen Kameramann Billy Williams bei den Dreharbeiten in Indien. Für diesen Film erhielten beide Kameramänner 1982 eine BAFTA-Nominierung, den BSC Best Cinematography Award und 1983 den Oscar für die beste Kamera. Später arbeitete Taylor an zwei weiteren Filmen Attenboroughs, A Chorus Line (1985) und Schrei nach Freiheit (1987). Letzterer brachte ihm 1987 eine weitere BAFTA-Nominierung ein.
Mit Terror in der Oper begann 1987 auch Taylors Zusammenarbeit mit dem italienischen Horrorfilmregisseur Dario Argento. Von 1990 bis 1995 arbeitete Taylor nur noch als Kameramann bei einigen Fernsehproduktionen. In den Jahren 1990 bis 1992 war er der Präsident der British Society of Cinematographers. Seine einzigen Arbeiten seit 1995 waren zwei weitere Argento-Filme, zuletzt im Jahr 2001 Sleepless, Argentos Rückkehr zu den schnörkellosen Gialli der 1970er Jahre.
Taylor war seit 1951 mit Mary Devetta verheiratet und hatte zwei 1959 und 1961 geborene Töchter. Er starb 2018 an den Folgen eines Schlaganfalls.

## Filmografie
- 1971: Das Wiegenlied der Verdammten (Murphy’s War) [Aerial photography]
- 1975: Tommy (mit Dick Bush)
- 1976: Der Mann, den sie Pferd nannten – 2. Teil (The Return of a Man Called Horse) [Additional photography]
- 1977: Die Insel des Dr. Moreau (The Island of Dr. Moreau) [2nd Unit]
- 1978: Dreckige Hunde (Dog Soldiers / Who’ll Stop the Rain) [Additional photography]
- 1979: Im Westen nichts Neues (All Quiet on the Western Front) [2nd Unit] (mit František Vlček)
- 1979: Das Geheimnis des blinden Meisters (Circle of Iron / The Silent Flute)
- 1981: Gefangene der Bestien (Savage Harvest)
- 1981: Das Condor-Komplott (Green Ice) [2nd Unit]
- 1982: Gandhi (mit Billy Williams)
- 1983: Sein größter Sieg (Champions)
- 1983: Höllenjagd bis ans Ende der Welt (High Road to China)
- 1983: Der Hund von Baskerville (The Hound of the Baskervilles)
- 1984: Master of the Game (mit John Coquillon)
- 1984: Nairobi Affair
- 1984: Splitz
- 1985: A Chorus Line
- 1986: R.A.M.S. – 3 Frauen und kein Baby (Foreign Body)
- 1987: Schrei nach Freiheit (Cry Freedom)
- 1987: Terror in der Oper (Opera)
- 1989: Die Experten (The Experts)
- 1989: Sea of Love – Melodie des Todes (Sea of Love)
- 1990: The Rainbow Thief
- 1991: Circlevision [für die Eröffnung von EuroDisney]
- 1991: Skinner (Popcorn)
- 1993: Age of Treason
- 1993: Danielle Steel’s Jewels
- 1993: Unwanted Attentions
- 1994: Der gute König (Good King Wenceslas)
- 1994: Schatten des Verfolgers (Shadow of Obsession)
- 1994: Ein ehrenwerter Diebstahl (The Steal)
- 1995: Die Augen meines Vaters (The Redwood Curtain)
- 1998: Das Phantom der Oper (Il fantasma dell’opera)
- 2001: Sleepless (Non ho sonno)